# Ivan Ivanovič Ivanov (pilot)
Ivan Ivanovič Ivanov (rusko Ива́н Ива́нович Ивано́в), sovjetski častnik, vojaški pilot in heroj Sovjetske zveze, 8. oktober 1909, vas Čužovo, Ruski imperij (danes del mesta Frjazino, Moskovska oblast, Rusija) † 22. junij 1941, Dubno, Rivneška pokrajina, Ukrajinska SSR, Sovjetska zveza.
Nadporočnik Ivanov je bil pripadnik 46. lovsko-bombniškega polka. Na prvi dan operacije Barbarossa se je blizu letališča pri Mlinivu v današnji Ukrajini s svojim letalom I-16 namerno zaletel v nemški bombnik He 111, ki je nato strmoglavil. Pri tem je Ivanov umrl. Za svoje dejanje je bil 2. avgusta 1941 imenovan za heroja Sovjetske zveze.